# Ryukyuduif
De ryukyuduif (Columba jouyi) is een uitgestorven vogel uit de familie van duiven (Columbidae).

## Beschrijving
Deze duif was endemisch op de Okinawa-eilanden, een eilandengroep die behoort tot het zuidelijke deel van de Riukiu-eilanden, waar hij voorkwam in het laurierbos. Er zijn specimens in Tokyo en Tring. De vogel stierf vrij plotseling snel uit, de laatste waarnemingen zijn uit 1904 en 1936. De oorzaken van het verdwijnen zijn niet geheel duidelijk. Op de eilanden is nog oorspronkelijk bos, maar er vond ook veel ontbossing plaats en verder speelden jacht en de introductie van uitheemse zoogdieren mogelijk een rol.

## Algemeen
In de Okinawa-archipel is de duif aangetroffen op Iheyajima, Izenajima, Okinawa zelf en het nabijgelegen eilandje Yagachijima. In de Kerama Retto ten westen van Okinawa is hij gevonden op Zamamijima, terwijl hij in de Daitō groep, zo'n 300 km ten zuidoosten van Okinawa, voorkwam op de beide grote eilandjes Kita Daitōjima en Minami Daitōjima. Vroeger kwam de soort waarschijnlijk ook voor op andere eilanden in de buurt van Okinawa, zoals Iejima. De wetenschappelijke naam van de soort is een eerbetoon aan Stejnegers vriend Pierre Louis Jouy, de verzamelaar van exemplaren.

## Uitsterven
Zoals alle soorten Japanse houtduiven was de ryukyuduif erg gevoelig voor aantasting van zijn habitat. Hij had grote gebieden met ongestoord subtropisch bos nodig om goed te kunnen gedijen. Iejima, bijvoorbeeld, werd grotendeels ontbost voor bewoning en landbouw nog voordat de wetenschappelijke verkenning begon, wat de afwezigheid van gegevens van dit eiland verklaart. De soort werd voor het laatst waargenomen op Okinawa in 1904, waarschijnlijk ten prooi gevallen aan de jacht. In de Daitō groep verdween de soort na 1936 doordat deze kleine eilanden voor de Tweede Wereldoorlog volledig ontbost werden door nederzettingen en bouwactiviteiten. Er werd verondersteld dat hij nog voorkwam op de afgelegen eilanden in de Okinawa groep, maar hij is nooit meer gezien.
Theoretisch is er voldoende habitat overgebleven in de bergen van Okinawa. Toch zouden de militaire activiteiten tijdens de Tweede Wereldoorlog en de jacht door het Japanse garnizoen waarschijnlijk waarnemingen hebben opgeleverd, als er nog vogels hadden bestaan. Nog raadselachtiger is de afwezigheid van waarnemingen uit Tokashikijima in de Kerama Retto, dat ondanks zijn geringe omvang ook nu nog grotendeels intacte bosbedekking heeft; Zamamijima, waar de soort bekend is, is nog kleiner en ligt verder weg van het vasteland van Okinawa.